# Giada Pellegrino Cimò
Giada Pellegrino Cimò (Palermo, 7 ottobre 2006) è una calciatrice italiana, centrocampista della Ternana, in prestito dalla Roma.

## Biografia
Giada Pellegrino Cimò nasce e cresce calcisticamente a Palermo, squadra per la quale debutta nel campionato di Serie C 2020-2021, segnando il suo primo gol in prima squadra il 2 maggio 2021, all'età di appena 14 anni, nella vittoria per 1-6 contro il Crotone. Nella stessa stagione conquista la promozione in Serie B con le rosanere, campionato in cui non può disputare alcuna presenza perché troppo giovane. Pertanto Pellegrino Cimò nella stagione 2021-2022 gioca esclusivamente nella formazione Primavera, vestendo la fascia da capitano del Palermo under 19.
Nell'estate del 2022 Giada si accasa alla Roma, vincendo uno scudetto Primavera alla prima stagione in giallorosso, inoltre conquistando il titolo di capocannoniera del torneo giovanile. In occasione della stagione 2023-2024 Giada si conferma miglior marcatrice della Roma under 19, pur piazzandosi terza nella classifica marcatrici generale del campionato, inoltre esordendo con la prima squadra. Oltre a tre gettoni in Serie A e tre gettoni in Coppa Italia, il 20 ottobre 2023 debutta nella UEFA Women's Champions League, sostituendo Annamaria Serturini al 66' dell’incontro con il Vorskla, in quel momento sull'1-3 (match poi terminato 1-6).
Nell'estate del 2024 la calciatrice palermitana viene girata in prestito alla Sampdoria. Segna la sua prima rete in blucerchiato l'11 maggio 2025, all'ultima giornata di campionato, persa per 4-2 contro il Sassuolo.

### Nazionale
Pellegrino Cimò esordisce con la maglia azzurra della selezione under 16 il 3 maggio 2022, segnando una doppietta contro la Croazia in un torneo amichevole, per poi disputare nel giro di due mesi altri 4 incontri amichevoli con la squadra, segnando altri 3 gol.
Anche con l'under 17 Pellegrino Cimò segna al debutto, sempre in amichevole, questa volta contro la Germania il 9 settembre 2022. Viene in seguito convocata in occasione di tre incontri di qualificazione agli Europei di categoria 2023: qui le azzurrine accedono al turno successivo, pur pareggiando 3-3 con l'Islanda e perdendo 4-2 e 2-1 rispettivamente con la Francia e con la Svizzera (due delle sei reti totali italiane vengono realizzate da Giada). Al turno successivo, nel marzo 2023, l'Italia viene eliminata dal girone di qualificazione all'Europeo, nonostante una doppietta di Pellegrino Cimò contro il Kosovo.
Con la nazionale under 19, tra il novembre e il dicembre 2024, vince il girone preliminare valido per le qualificazioni agli Europei 2025, segnando per altro una rete nella gara inaugurale contro la Polonia, il 27 novembre 2024 (vinta 2-1). Risulterà poi nella lista delle convocate alla manifestazione.

## Statistiche

### Presenze e reti nei club
Statistiche aggiornate all'11 maggio 2025.
| Stagione        | Squadra         | Campionato      | Campionato | Campionato | Coppe nazionali | Coppe nazionali | Coppe nazionali | Coppe internazionali | Coppe internazionali | Coppe internazionali | Altre coppe | Altre coppe | Altre coppe | Totale | Totale |
| Stagione        | Squadra         | Comp            | Pres       | Reti       | Comp            | Pres            | Reti            | Comp                 | Pres                 | Reti                 | Comp        | Pres        | Reti        | Pres   | Reti   |
| --------------- | --------------- | --------------- | ---------- | ---------- | --------------- | --------------- | --------------- | -------------------- | -------------------- | -------------------- | ----------- | ----------- | ----------- | ------ | ------ |
| 2023-2024       | Roma            | A               | 3          | 0          | CI              | 3               | 0               | UWCL                 | 1                    | 0                    | SI          | -           | -           | 7      | 0      |
| 2024-2025       | Sampdoria       | A               | 23         | 1          | CI              | 1               | 0               | -                    | -                    | -                    | -           | -           | -           | 24     | 1      |
| 2025-2026       | Ternana         | A               | -          | -          | CI              | -               | -               | -                    | -                    | -                    | AWC         | -           | -           | -      | -      |
| Totale carriera | Totale carriera | Totale carriera | 26+        | 1          | -               | 4+              | 0               | -                    | 1                    | 0                    | -           | -           | -           | 31+    | 1      |

## Palmarès

### Club

#### Competizioni giovanili
- Campionato Primavera: 1

Roma: 2022-2023